# Стуарт
Стуарт — фамилия баронов Российской империи.
Род баронов Стуарт происходит из Шотландии, где он был известен с начала XIV столетия.
Грамотой Шведского короля Карла XII, от 1703 года, генерал-майор, губернатор герцогства Курляндского, Карл-Магнус Стуарт возведен, с нисходящим его потомством, в баронское достоинство королевства Шведского.
Именным Высочайшим указом, от 2 июня 1893 года, директору Годарственного Архива, тайному советнику Дмитрию Стуарту предоставлено, с нисходящим его потомством, пользоваться в России баронским титулом.
Именным Высочайшим указом, от 16 февраля 1894 года, статскому советнику Александру Стуарту, с нисходящим от него потомством, предоставлено пользоваться баронским титулом, с коим отец его, Фёдор Стуарт принят был на службу России.
- Стуарт, Александр Фёдорович (1842—1917) — барон, русский естествоиспытатель и общественный деятель
- Стуарт, Дмитрий Фёдорович (1838—1902) — барон, первый российский посланник в Румынии

- Стуарт, Александра Фёдоровна — в замужестве, Лермонтова (жена генерала А. М. Лермонтова)
- Фридрих фон Стуарт — прапрадед по отцовской линии английского писателя Э. Стенбока.

## Описание герба
Щит разделён на четыре части. В первой и четвёртой золотых частях червлёный лев, обращенный вправо, с червлёными глазами и языком. Во второй и третьей лазуревых частях три серебряные шестиконечные звезды (две вверху, одна внизу).
Над щитом баронская корона, над ней дворянский коронованный шлем. Нашлемник: встающий червлёный лев, обращенный вправо, с червлёными глазами и языком держит в лапах серебряный развёрнутый свиток с висящей на золотом шнурке червлёной печатью. Намёт: справа червлёный, подложен золотом, слева лазуревый, подложен серебром.
Герб барона Дмитрия Стуарта внеёен в Часть 16 Общего гербовника дворянских родов Всероссийской империи, стр. 12. Дата обращения: 9 апреля 2013. Архивировано 19 апреля 2013 года.